# Sabyinyo
El mont Sabyinyo, el nom del qual deriva de la paraula kinyarwanda, "Iryinyo", que significa "dent", és un volcà extint de les muntanyes Virunga. És el volcà més antic de la serralada i es troba al nord-est del llac Kivu, un dels grans llacs africans, i a l'oest del llac Bunyonyi, a Uganda. El seu cim, que s'eleva fins als 3.645 metres, marca la frontera entre la República Democràtica del Congo, Ruanda i Uganda. La darrera erupció va tenir lloc durant el Plistocè.
El volcà està inclòs dins el Parc Nacional dels Virunga, a la República Democràtica del Congo, el Parc Nacional dels Volcans, Ruanda, i el Parc Nacional dels Goril·les de Mgahinga, a Uganda. Els goril·les de muntanya, en greu perill d'extinció, viuen als seus vessants.